# Монревель, Марк де Лабом
Марк де Лабом (фр. Marc de la Baume; ум. после 23 августа 1527), граф де Монревель — французский государственный и военный деятель.

## Биография
Сын Ги де Лабома, графа де Монревеля, и Жанны де Лонгви.
Виконт де Линьи-ле-Шатель, барон де Шатовилен и де Грансе, сеньор де Монрибло, Пем, Антийи, Валюфен, Бруа, Сен-Мартен-ле-Шатель, Бонрепо, Сент-Этьен-дю-Буа, Вале, Презийи, Тиль, Нёйи, Эсте, Бюсси, Ла-Кур-д'Аррене, Ла-Рош-дю-Ванель и Мариньи.
При жизни отца был известен, как сеньор де Бюсси. Считая себя единственным законным наследником графства Монревель, оспаривал титул у Ги де Лабома.
В 1512 году получил от Людовика XII ежегодный пенсион в тысячу ливров.
Командовал 50 тяжеловооруженными всадниками в Италии, в войсках сира де Латремуя; участвовал в битве при Новаре в 1513 году. Франциск I назначил его генеральным наместником Шампани и Бри в отсутствие губернатора герцога де Гиза.
9 февраля 1518, по соглашению, заключенному в Париже, оставил от своего имени и имени своей жены и детей всякие претензии на графство Тоннер и зависимые от него земли, принадлежавшие дому де Юссон.
21 февраля 1521 Марк и его вторая жена уступили Клоду де Вержи, барону де Шамплиту и де Фувану, маршалу и губернатору Бургундии, и его брату Гийому де Вержи, все претензии, которые они могли иметь на сеньории Шазе, Пор-сюр-Сон, Пюзе и Пюзи.
Женевцы хотели ограничить право юрисдикции своего епископа, и герцог Савойский повелел графу де Монревелю узнать об их тайных сношениях со швейцарцами, чтобы расстроить их планы.
19 ноября 1526 составил завещание, назначив основным наследником сына Жана, получившего Монревель и земли в Брессе и графстве Бургундском, а Жоашену де Лабому отказав Шатовилен, Грансе и другие владения в Шампани. Душеприказчиками были назначены адмирал Брион, братья Марка Пьер де Лабом, епископ Женевский, и Клод, сеньор де Мон-Сен-Сорлен, Этьен де Лонгви, епископ Макона, Жан д'Алиньи, сеньор де Рюффе, бальи Шалона, и Африкен де Майи, сеньор де Вилье-Леспо, его кузены.
Погребен вместе со второй женой в часовне, выстроенной им в углу обители каноников в Шатовилене.
Согласно Самюэлю Гишнону, был рыцарем ордена короля; отец Ансельм этого не упоминает.

## Семья
1-я жена (10.07.1488, замок Монферран (Франш-Конте), брак с папского разрешения): Бонна де Лабом, единственная дочь и наследница Жана III де Лабома, графа де Монревеля, и Бонны де Нёшатель
Дети:
- Франсуа де Лабом, сеньор де Мон-Сен-Сорлен. В 1517 году получил 240 ливров королевского пенсиона. Умер бездетным раньше отца. Жена (23.08.1517): Клод де При (вторым браком вышла за Клода де Сент-Мора)
- Жан IV де Лабом (ум. 1552), граф де Монревель. Жена 1) (1527): Франсуаза де Вьен, дама де Бюсси, дочь Франсуа де Вьена, сеньора де Листенуа, и Бенины де Грансон; 2) (1531): Авуа д'Алегр, дочь Франсуа д'Алегра, сеньора де Преси, и Шарлотты де Шалон, графини де Жуаньи; 3) (1536): Элен де Турнон, дама де Вассальё, дочь Жюста, сеньора де Турнон, и Жанны де Виссак
- Этьенетта де Лабом. Муж (1514): Фердинанд де Нёшатель, сеньор де Монтагю, Фонтене и Аманс. Брак бездетный
- Жерарда де Лабом. Ум. юной
- Клодин де Лабом. Муж: Эмар де При, сеньор де Монпупон, великий магистр арбалетчиков Франции

2-я жена (1508): Анна де Шатовилен (ум. после 1534), дочь Жана VI де Шатовилена, сеньора де Шатовилен в Шампани, Грансе, Тиль, Пьерпон и Нёйи, и Мари д'Эстутвиль, вдова Жака де Дентевиля, сеньора д'Эшене и Даммартен, великого ловчего Франции
Дети:
- Жоашен де Лабом (ум. после 1549), граф де Шатовилен. Жена (1534): Жанна де Муа, дочь Никола, сеньора де Муа, и Франсуазы де Тард
- Анна де Лабом, дама де Ла-Кур-д'Аррене. Муж 1) (12.12.1526): Пьер д'Омон Старший, сеньор д'Эстрабон и де Лон, сын Жана V д’Омона; 2) (1537): Жан де Отмер, сеньор де Фервак и дю Фурне
- Катрин де Лабом. Муж: Жак д'Авогур, сеньор де Куртален и Буарюфен

Бастард:
- Этьен, бастард де Лабом (ум. после 1547), сеньор де Сент-Этьен-дю-Буа и д'Эсте в Шампани. Долгое время служил прапорщиком в роте тяжеловооруженных всадников Жана IV де Лабома. Затем был великим гродарием[фр.] Бресса в правление Франциска I и Генриха II. Жена 1): Катрин Гюйо, дочь Франсуа Гюйо, сеньора де Виллар-су-Треффор, и Жанны д'Иволе. Брак бездетный. 2): Жанна д'Аван, дама де Петиньикур, дочь Никола д'Авана, сеньора де Петиньикур. От этого брака идет линия де Кастр де Лабом, сеньоров де Мишери